# Temporada 1949-1950 del Club Joventut Badalona
La temporada 1949-1950 va ser l'11a temporada en actiu del Club Joventut Badalona des que va començar a competir de manera oficial. En aquesta temporada va ser subcampió de la Copa del Generalíssim i subcampió també del XXV Campionat de Catalunya.

## Resultats
Campionat d'Espanya - Copa del Generalíssim
El Joventut va ser finalista d'aquesta edició de la Copa del Generalíssim. A quarts de final va derrotar el GC Covadonga, de Gijón, i a semifinals va eliminar el Liceu Francès de Madrid. A la final, celebrada a Les Arenes, va perdre davant el CF Barcelona per 46 a 39.
Campionat de Catalunya
El Joventut va ser subcampió del Campionat de Catalunya, per darrere del Barcelona.
Altres competicions
El Joventut va guanyar la seva primera Copa General Orgaz al imposar-se al FC Barcelona per 39 a 33. També va derrotar el Barcelona a la final de la Copa Hernán (33-27), i es va guanyar el torneig Vicente Bosch en guanyar a la final al Montgat (45-44).

## Plantilla
La plantilla del Joventut aquesta temporada va ser la següent:
| Club Joventut Badalona: plantilla 1949-50 |
| Jugadors                                  |
| Marcel·lí Maneja                          |
| Josep Brunet                              |
| Josep Gubern                              |
| Jaume Bassó                               |
| Andreu Oller                              |
| Grabulosa                                 |
| Eugeni Espiga                             |
| Roca                                      |
| Quico Martínez                            |
| Domènec Petit                             |
| Julio Canals                              |
| Gras                                      |
| Josep Massaguer                           |
| Entrenador                                |
| Josep Vila                                |